# Nectar (methode)
Nectar is een veelgebruikte biologie-methode in het voortgezet onderwijs. De methode wordt uitgegeven door Noordhoff Uitgevers.
Van Nectar bestaan uitgaven van de brugklas tot vmbo-tl-4, havo5 en vwo6 en anno 2009 is van Nectar de derde editie uit, die aansluit bij Explora, een methode om al het natuuronderwijs in de basisvorming in één enkel leergebied aan te bieden.